# ابنة فرعون
زوجه فرعون (بالعبرية: בִּתְיָה)، وحرفيًا ابنة ياه، أميرة مصرية، وابنة فرعون وفقًا للتقاليد العبرية. وعلى الرغم من عدم ذكر اسم والدها في الكتاب العبري، إلا أنه قد تم ذكرها في المدراش كونها ابنة أحد فراعنة التيه. وأكد كل من الكتاب المقدس والمدراش أنها حاضنة ومتبنية موسى، والتي التقطته من اليم ووهبته اسمه، الذي يعني بالعبرية المُخلص من الماء.
في التقاليد اليهودية، قام فرعون بنفيها كونها أحضرت موسى اللاوي إلى منزل فرعون وادعائها بنوته. غادرت بِتياه مصر مع موسى أثناء الخروج الجماعي لبني إسرائيل. تزوجت ميرد اليهودي من بني إسرائيل، وأنجبت مريام وشماي وإصحباح. إن ابنة فرعون (بالإنجليزية: The Pharaoh's daughter) المذكورة في قصة البحث عن موسى في سفر الخروج من الكتاب المقدس، شخصية مهمة، وإن كانت ثانوية، في الديانات الإبراهيمية. رغم وجود بعض الاختلافات في قصتها، يُجمع اليهود والمسيحيون عمومًا على أنها أم النبي موسى بالتبني. أما عند المسلمون فتعرف متبنية موسى باسم آسيا بنت مزاحم، زوجة فرعون. في كل النُسخ، أنقذت موسى من موت محقق في نهر النيل وعلى يد فرعون. كما أنها ضمنت سلامة موسى في نشأته، ولعبت دورًا جوهريًا في انتشال العبيد اليهود من عبوديتهم في مصر، وفي رحلتهم إلى أرض الميعاد، وفي وضع الوصايا العشر.

## وصفها
لا يعطي سفر الخروج (الخروج 2:5) اسمًا لابنة الفرعون، أو لوالدها؛ بل يُشار إليها باللغة العبرية ببساطة بعبارة بات – باروه، وهي عبارة عبرية تعني حرفيًا «ابنة الفرعون». يطلق عليها كتاب اليوبيلات (اليوبيلات 47:5) ويوسيفوس فلافيوس اسم ثيرموثيس، ويُترجم أيضًا ثارموث وثيرموتيس، وهم الاسم اليوناني لرينينوتيت، الإلهة الأفعى المصرية. في حين أن ليفيكتوس راباح (راباح 1:3) وكتاب سفر أخبار الأيام (أخبار الأيام الأول 4:18) يشيران إليها باسم بات – ياه (يعني حرفيًا بنت يهوه)، تُرجم أيضًا بيتياه وبيثياه، وكُتب أنها مُنحت الاسم لتبنيها موسى، أي لأنها جعلت من موسى ابنًا لها، يهوه جعلها ابنته. في كتاب أخبار الأيام أيضًا (أخبار الأيام الأول 4:18)، سُميت ها – يهودياه (يعني حرفيًا اليهودية)، وهو اسم تعامله بعض الترجمات الإنجليزية للكتاب المقدس على أنه اسم شخصي، ييهودياه (بالأحرف الرومانية: yehudiyyah، حرفيًا: اليهودية)، بخاصة نسخة الملك جيمس، لكن الكلمة في الواقع اسم، استُخدم للإشارة إلى أن ابنة فرعون لم تعد وثنية. في المسيحية، سُميت أيضًا ميريس وميرهو.

## في التراث اليهودي والمسيحي
في القصة اليهودية المسيحية، تظهر ابنة الفرعون للمرة الأولى في سفر الخروج، الخروج 5:2-10. يصف المقطع اكتشافها للطفل اليهودي، موسى، في أسليات نهر النيل وعصيانها المتعمد لأوامر والدها القاضية بقتل كل الأطفال الذكور من اليهود، وأخذها الطفل بدلًا عن ذلك، رغم معرفتها أنه يهودي، وتربيتها له على أنه ابنها. يقدم التلمود ومدراش فايوشا بعض الخلفية الدرامية للحدث، قائلين إنها كانت قد قصدت النيل ذاك الصباح للاستحمام لا لغرض النظافة الشخصية بل للتطهير الشعائري، معاملة النهر كما لو كان ميكفاه، إذ أنها سئمت من طرق الناس الوثنية، وأنها في البداية حاولت إرضاع موسى بنفسها لكنه رفض حليبها وهكذا، طلبت مرضعة يهودية، التي اتفق أن تكون أم موسى البيولوجية، يوكابد. يقدم الأدب العبري المتأخر رأيًا مختلفًا لدرجة كبيرة عن أحداث ذاك اليوم، مصورًا ابنة فرعون على أنها كانت تعاني من مرض جلدي، لا يسكن ألمه إلا بمياه النيل الباردة، وأن هذه الآفات تعافت عندما وجدت موسى. يصف أيضًا لقاءً مع رئيس الملائكة جبرائيل، الذي يقتل اثنتين من خادماتها حاولتا صرفها عن إنقاذ موسى. بعد فطام موسى، تمنحه ابنة فرعون اسمه، ويُزعم أنه مأخوذ من كلمة ماساه اليهودية (تعني حرفيًا: «أن تجذب»)، لأنها جذبته من الماء، لكن يختلف بعض الباحثين المعاصرين مع اشتقاق الكتاب المقدس لأصل الاسم، معتقدين أنه مبني على الجذر المصري m-s، والذي يعني «ابن» أو «مولود من»، وهو عنصر شائع في الأسماء المصرية (مثل رمسيس، تحتمس) يُستخدم بالترافق مع إله سميّ. في سنواتها الأخيرة، تكرس ابنة فرعون نفسها لموسى، وليهوه؛ وتحتفل بعشاء عيد الفصح مع موسى في مهاجع العبيد، وبسبب هذا، كان مولودها الأول الطفل المصري الوحيد الذي نجا من آخر الضربات العشر المصرية، وتهجر مصر معه قاصدين الأرض الموعودة. في سفر أخبار الأيام (أخبار الأيام الأول 4:18)، يُقال إنها تزوجت من أحد أفراد سبط يهوذا، ميرد، وأنجبا أطفالًا، وأُشير إليها باعتبارها يهودية، ما يدل على أنها قد قبلت بيهوه إلهًا لها. علاوة على ذلك، يدعي الحاخامات اليهود أنه، في سفر الأمثال (الأمثال 31:15)، مُدحت في امرأة فالور. أيضًا، يُعلم المدراش أنها وبسبب تكريسها نفسها ليهوه وتبنيها لموسى، كانت واحدة ممن دخلوا الجنة أحياء.

## فيالإسلام
في الإسلام لم يرد ذكر صريح في القرآن والسنة النبوية لاسم ابنة فرعون، انما ورد ذكر قصتها مع ماشطتها في حديث ابن عباس عن أحداث ليلة الإسراء بالرسول محمد ﷺ ويقول المسلمون أن متبنية موسى  هي آسية بنت مزاحم امرأة فرعون وليس ابنته وهي من سيدات نساء أهل الجنة كما جاء في الحديث الصحيح:
وقد جاء ذكرها في القرآن بدون ذكر اسمها في قوله : ﴿وَضَرَبَ اللَّهُ مَثَلًا لِلَّذِينَ آمَنُوا امْرَأَةَ فِرْعَوْنَ إِذْ قَالَتْ رَبِّ ابْنِ لِي عِنْدَكَ بَيْتًا فِي الْجَنَّةِ وَنَجِّنِي مِنْ فِرْعَوْنَ وَعَمَلِهِ وَنَجِّنِي مِنَ الْقَوْمِ الظَّالِمِينَ ۝١١﴾ سورة التحريم الآية 11